# Санту-Антониу-де-Нордештинью
Санту-Антониу-де-Нордештинью (порт. Santo António de Nordestinho) — район (фрегезия) в Португалии, входит в округ Азорские острова. Расположен на острове Сан-Мигел. Является составной частью муниципалитета Нордеште. 